# Pellworm

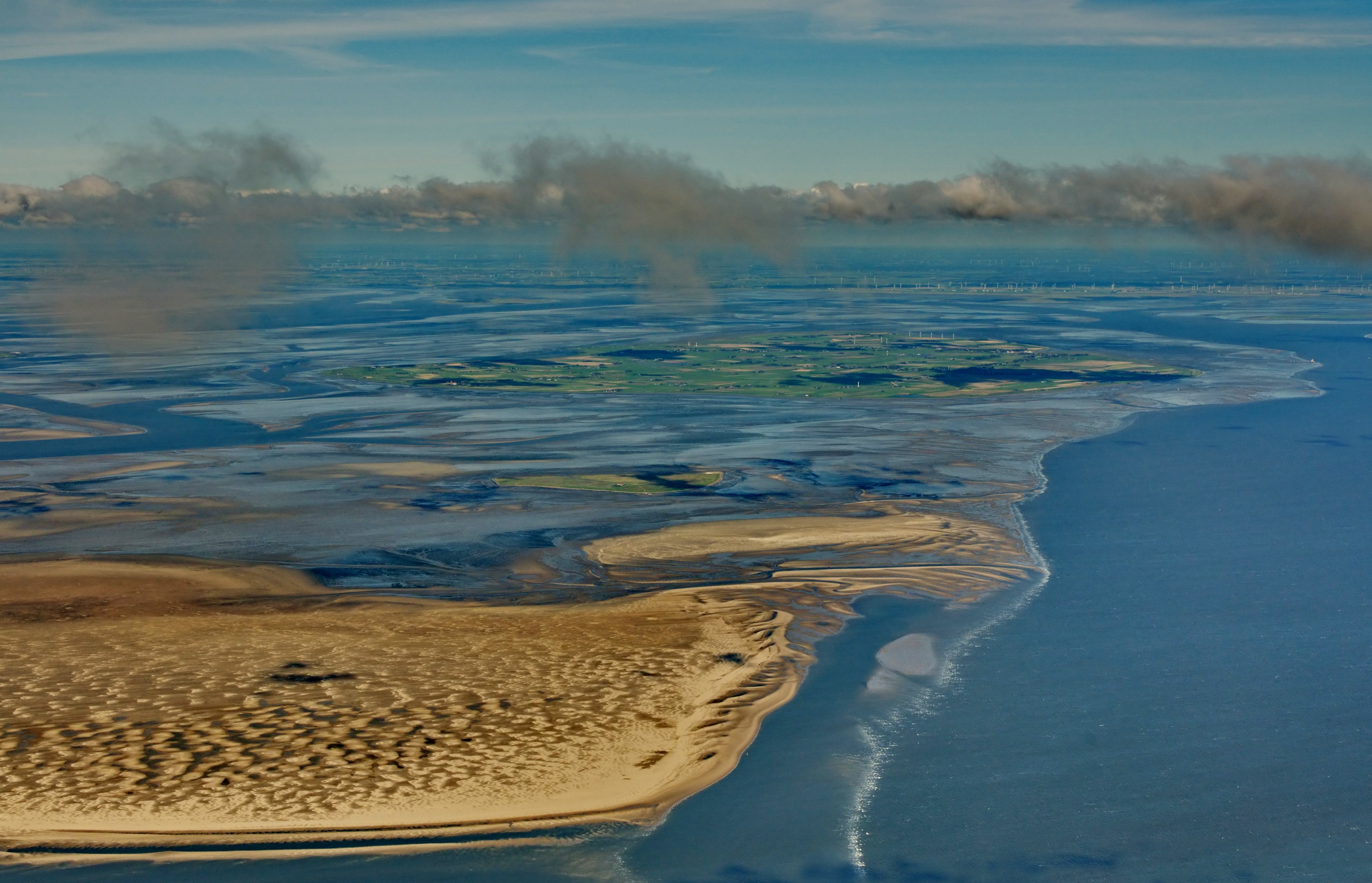
Hooge (centre) i darrere de Pellworm

Pellworm (frisó septentrional Pälweerm) és una de les Illes Frisones que forma un municipi del districte de Nordfriesland, dins l'Amt Pellworm, a l'estat alemany de Slesvig-Holstein.

## Situació
En l'època medieval Pellworm va formar part de la gran illa de Strand, que es va trencar en trossos després d'una tempesta el 1634. Altres restes de Strand són les illes de Nordstrand i Halligen.
Pellworm és accessible per un ferri sortint de la península veïna de Nordstrand (que al seu torn està connectada amb el continent per una carretera). Una de les plantes més grans d'energia híbrida renovable d'Europa es troba a Pellworm. Combina l'energia fotovoltaica i energia eòlica per subministrar més de 700MWh/any d'electricitat.
Segons el cens de 31 de desembre de 2020 comptava amb una població de 1,203 habitants i una densitat de 32 habitants per quilòmetre quadrat.
Amenaçada per la pujada del nivell del mar conseqüència de l'emergència climàtica, la població d'aquesta illa ha pres part d'iniciatives rellevant de conservació del medi ambient, com ara la demanda reeixida al Tribunal Constitucional d'Alemanya per a accelerar cinc anys els objectius del Govern federal alemany de reducció d'emissions o la instal·lació dels primers aerogeneradors a la dècada de 1990, quan encara no hi havia cap normativa que els regulés ni gaire preocupació climàtica a la societat.

## Idioma
Avui Pellworm, com en les zones més rurals de Slesvig-Holstein, en general, es parla baix alemany. Die nordfriesische Sprache wurde auf der Insel vermutlich im späteren 18. El frisó septentrional ha estat parlat a l'illa probablement fins a finals del segle xviii, quan fou abandonat alhora que s'hi instal·laren molts pobladors procedents d'Alemanya i dels Països Baixos. Només hi ha alguns rastres del frisó conservats en el dialecte baix alemany de l'illa.

## Galeria d'imatges

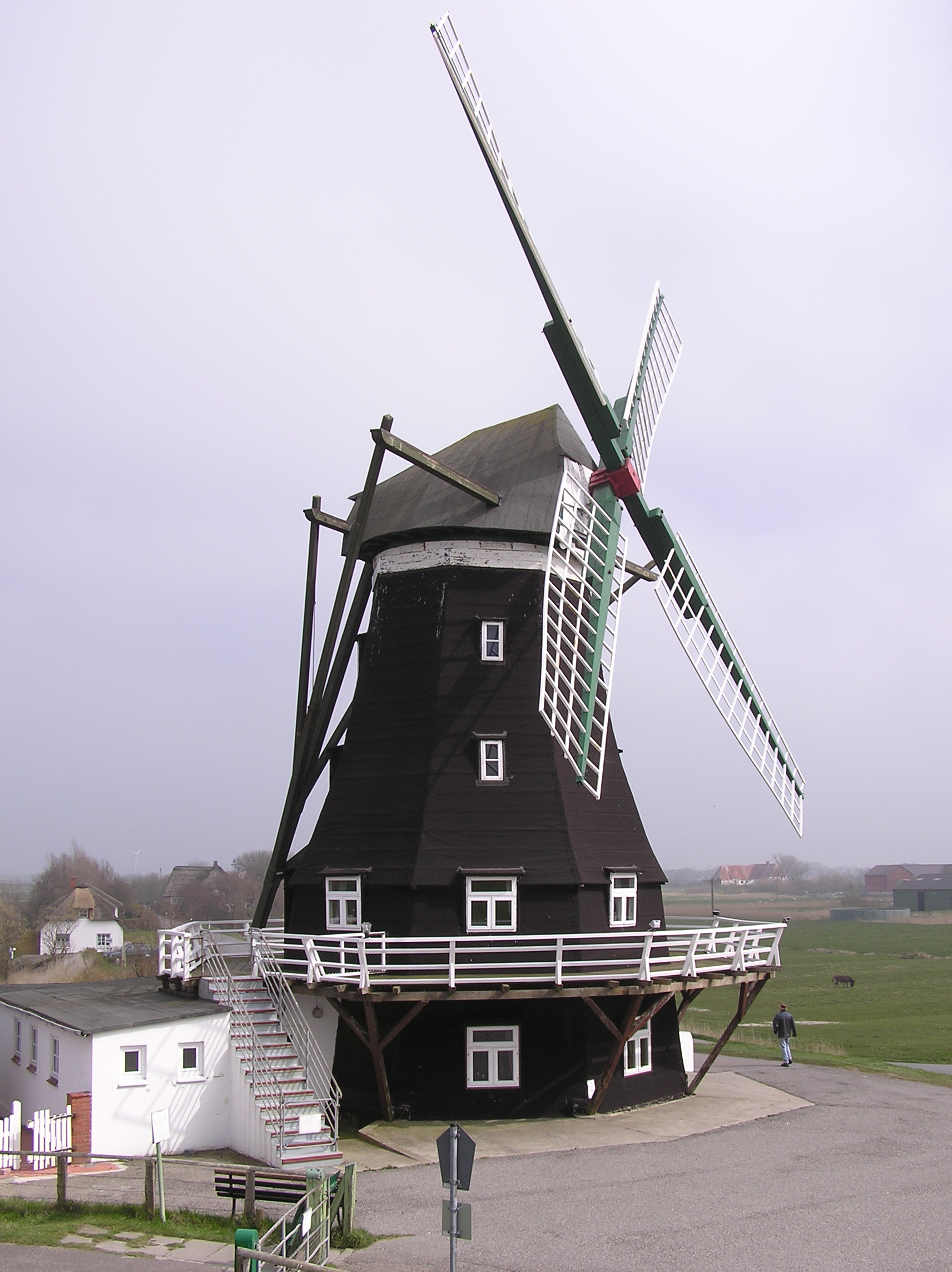
Molí de Norderkoog
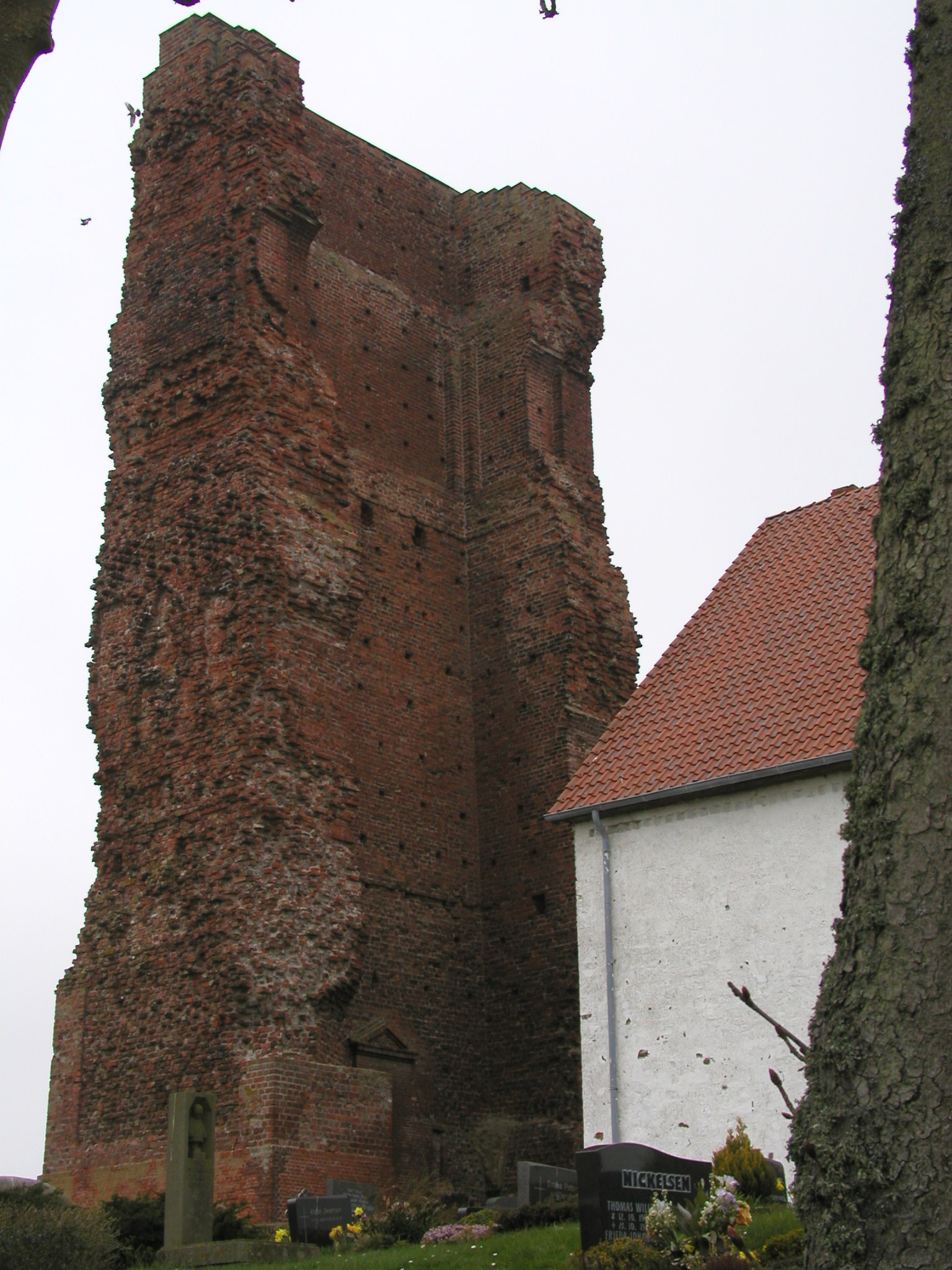
Torre l'església vella
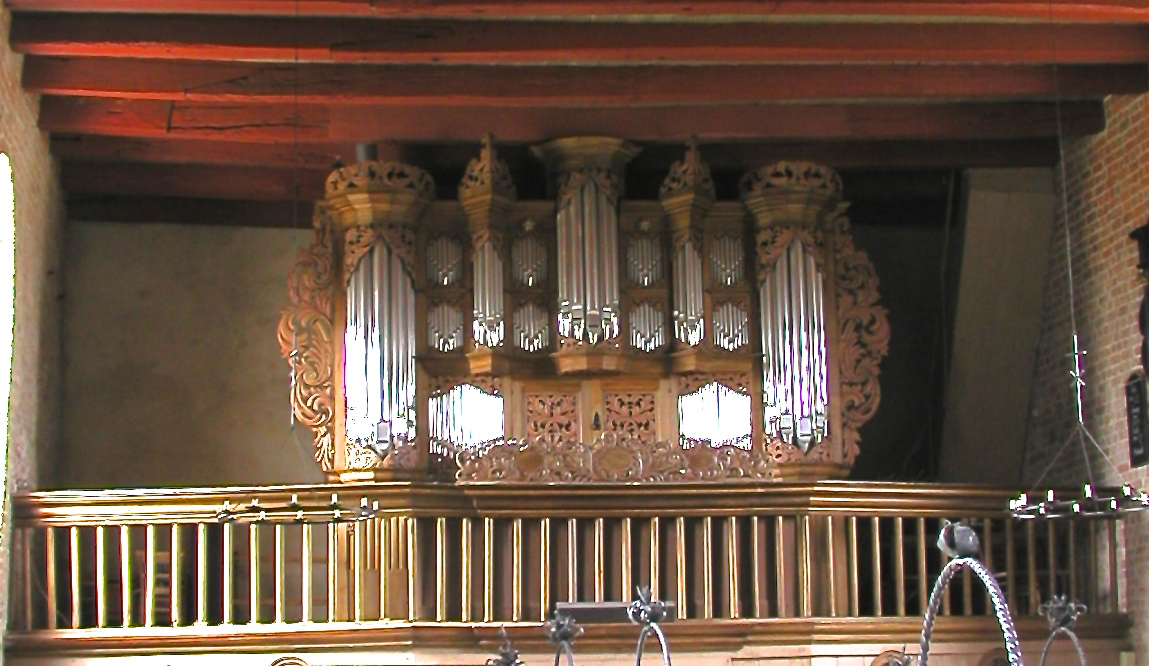
Òrgan de l'església
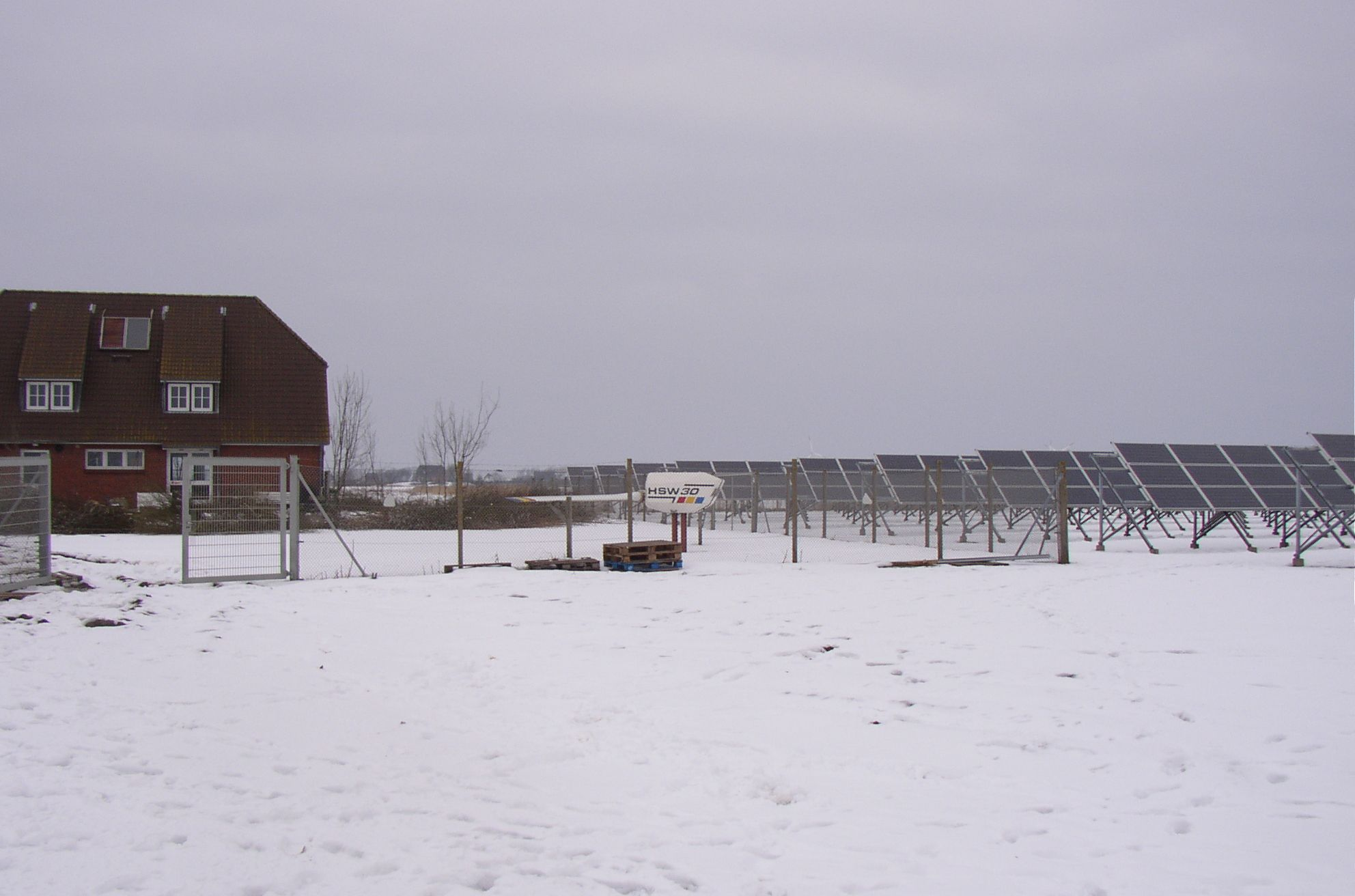
Central híbrida
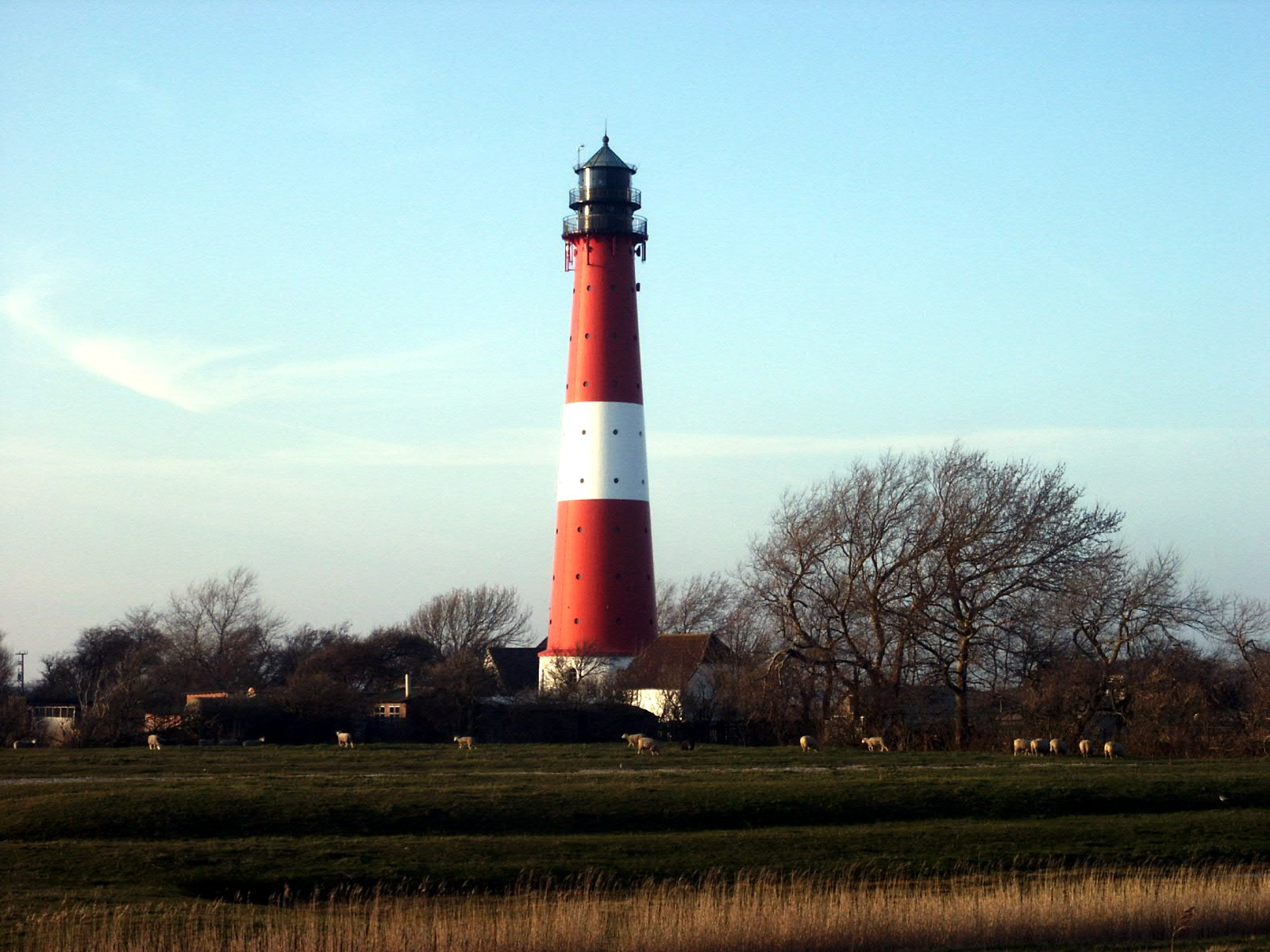
Far de Pellworm